# Blasticidin S
Blasticidin S ist ein Nukleosid-Antibiotikum und Fungizid aus Streptomyces griseochromogenes aus der Gruppe der Aminoacylnukleoside.

## Eigenschaften
Blasticidin S hemmt die Translation von Eukaryoten und Prokaryoten durch Fixierung der tRNA an der P-Stelle des Ribosoms. Blasticidin S bindet als Chelator Kupfer(II)-Ionen. Die Biosynthese und die Totalsynthese von Blasticidin S wurden beschrieben. In Eukaryoten wird Blasticidin S durch das Protein LRRC8D in Zellen aufgenommen.
Bisher wurden drei bakterielle Resistenzen gegen Blasticidin S beschrieben, die in der Biochemie und Genetik als Selektionsmarker verwendet werden. Das Resistenzgen bls codiert eine Acetyltransferase in Streptoverticillum sp., das auch Blasticidin S produziert. Das Gen bsr codiert eine Blasticidin-S-Deaminase in Bacillus cereus und anderen Bakterien. BSD codiert eine Deaminase in Aspergillus terreus.

## Zulassung
In den Staaten der EU und in der Schweiz sind keine Pflanzenschutzmittel mit diesem Wirkstoff zugelassen.